# Cantón de Aignay-le-Duc
El cantón de Aignay-le-Duc era una división administrativa francesa, que estaba situada en el departamento de Côte-d'Or y la región de Borgoña.

## Composición
El cantón estaba formado por dieciséis comunas:
- Aignay-le-Duc
- Beaulieu
- Beaunotte
- Bellenod-sur-Seine
- Busseaut
- Duesme
- Échalot
- Étalante
- Mauvilly
- Meulson
- Minot
- Moitron
- Origny
- Quemigny-sur-Seine
- Rochefort-sur-Brévon
- Saint-Germain-le-Rocheux

## Supresión del cantón de Aignay-le-Duc
En aplicación del Decreto n.º 2014-175 de 18 de febrero de 2014, el cantón de Aignay-le-Duc fue suprimido el 22 de marzo de 2015 y sus 16 comunas pasaron a formar parte del nuevo cantón de Châtillon-sur-Seine.